# Strandskinn
Strandskinn (Hyphodontiella multiseptata) är en svampart som beskrevs av Å. Strid 1975. Strandskinn ingår i släktet Hyphodontiella och familjen fingersvampar.  Arten är reproducerande i Sverige. Inga underarter finns listade i Catalogue of Life.